# Anja Petersen
Anja Petersen geb. Anja Metzger ist eine deutsche Opernsängerin der Stimmlage Sopran.

## Leben und Werk
Anja Petersen absolvierte zunächst ein Violin- und Schulmusikstudium in Stuttgart und danach ihr Konzertexamen. Während ihres Studiums war sie Mitglied der Neuen Vocalsolisten Stuttgart und mit diesem Ensemble auf Konzerttourneen unterwegs. Im Jahr 2000 debütierte sie als Solistin mit dem Ensemble Modern beim Festival Klangspuren in Tirol. Von 2002 bis 2007 war sie – unter ihrem Mädchennamen – Ensemblemitglied des Oldenburgischen Staatstheaters, wo sie eine Reihe von Rollen des lyrischen Koloraturfaches übernahm, darunter Gilda, Zerbinetta, Adina, Olympia, mehrere Mozart-Partien und die Titelrolle in Violeta Dinescus Eréndira (nach einer Erzählung von Gabriel García Márquez). 2006 war sie an der Uraufführung der Oper Mondschatten von Younghi Pagh-Paan in Stuttgart beteiligt. In der Spielzeit 2007–08 war sie am Theater Augsburg engagiert und sang dort Despina, Blonde und Oscar.
Seit der Geburt ihrer Tochter 2008 ist die Sängerin freischaffend tätig, überwiegend im Konzertsaal mit einem Repertoire vom Barock bis zur Moderne. Enge Zusammenarbeit verbindet sie mit WDR Rundfunkorchester Köln und mit der Kammersinfonie Bremen, sie sang aber auch mit dem Symphonieorchester des Bayerischen Rundfunks, der Lautten Compagney, dem Main-Barockorchester und dem Kammerorchester Regensburg. Sie gastiert in ganz Deutschland, den Niederlanden, in Frankreich und Italien. Seit 2010 zählt sie zum Ensemble des RIAS Kammerchores. 2014 und 2015 hatte sie einen Lehrauftrag an der Universität der Künste Berlin.
Parallel zu ihrer Konzerttätigkeit übernahm sie immer wieder Opernpartien, beispielsweise sang sie die Blonde am Hessischen Staatstheater in Wiesbaden, am Theater Bremen, und an der Semperoper in Dresden. Im November 2017 konnte sie als Johanna in der Uraufführung der Oper Der Mieter an der Oper Frankfurt einen substantiellen persönlichen Erfolg erzielen, nachdem sie bereits im Oktober 2014 im Münchner Herkulessaal die Drei Gesänge am offenen Fenster von Händl Klaus (Text) und Arnulf Herrmann (Musik) zur Uraufführung gebracht hatte. Die Drei Gesänge stellten ein Vorausveröffentlichung der Oper dar.
Die Sängerin lebt in Berlin.

## Rollen (Auswahl)

### Uraufführungen
- 2006: Mondschatten von Younghi Pagh-Paan, nach Ödipus auf Kolonos von Sophokles (Libretto: Juliane Votteler) – Kammermusiktheater der Staatstheater Stuttgart, Regie: Ingrid von Wantoch-Rekowski, Dirigent: Johannes Debus, als Polyneikes und Sphinx 1
- 2017: Der Mieter von Arnulf Herrmann (Libretto: Händl Klaus nach dem Roman von Roland Topor) – Oper Frankfurt, Regie: Johannes Erath, Dirigent: Kazushi Ōno, als Johanna

### Repertoire
| Bernstein: - Maria in West Side Story Bizet: - Frasquita und Micaëla in Carmen Donizetti: - Adina in L’elisir d’amore Gluck: - Amore (ital.) und Eurydice (franz.) in Orfeo ed Euridice Mozart: - Ilia in Idomeneo - Blonde in Die Entführung aus dem Serail - Susanna in Die Hochzeit des Figaro (deutsch) - Despina in Così fan tutte - Königin der Nacht in Die Zauberflöte - Servilia in La clemenza di Tito |  | Offenbach: - Olympia und Antonia in Les contes d’Hoffmann Poulenc: - Blanche de la Force in Dialogues des Carmélites Purcell: - Hermia in The Fairy-Queen Puccini - Suor Genofieffa in Suor Angelica - Lauretta in Gianni Schicchi Richard Strauss: - Zerbinetta in Ariadne auf Naxos Verdi: - Gilda in Rigoletto - Oscar in Un ballo in maschera |

Die Sängerin war auch in einigen Operettenrollen zu hören, beispielsweise als Raka in Die Blume von Hawaii von Paul Abraham, als Julia im Vetter aus Dingsda von Eduard Künneke und als Laura im Bettelstudenten von Carl Millöcker.

## Auszeichnung
- 2005: Erna-Schlüter-Preis für außergewöhnliche sängerische Leistungen in jungen Jahren